# Horace Grant
Horace Junior Grant (Augusta, Georgia, SAD, 4. srpnja 1965.) je bivši američki košarkaš.
Studirao je na sveučilištu Clemsonu. Chicago Bullsi su ga 1987. izabrali na draftu u 1. krugu. Bio je 10. po redu izabrani igrač.

## Vanjske poveznice
- NBA.com